# Рашка (град)
Вижте пояснителната страница за други значения на Рашка.
Рашка е град и център на едноименна община в югозападната част на регион Централна Сърбия, Република Сърбия.
Според преброяването през 2002 година град Рашка има 6619 жители, а община Рашка – 26 981 жители.
Град Рашка е разположен на река Рашка и река Ибър.